# Jóhann Jóhannsson
Jóhann Gunnar Jóhannsson, född 19 september 1969 i Reykjavik, död 9 februari 2018 i Berlin, var en isländsk kompositör och musikproducent. Han samarbetade vid ett flertal tillfällen med Denis Villeneuve. För filmerna The Theory of Everything och Sicario blev han nominerad till en Oscar i kategorin Bästa filmmusik. Vid Golden Globe-galan 2015 prisades han för musiken till The Theory of Everything.
Jóhann Jóhannsson avled 48 år gammal i Berlin till följd av en oavsiktlig överdos av kokain och receptbelagd medicin.

## Diskografi (i urval)
- 2002 – Englabörn
- 2004 – Virðulegu Forsetar
- 2004 – Dís
- 2006 – The Sun's Gone Dim And The Sky's Turned Black
- 2006 – IBM 1401, A User's Manual
- 2007 – Englabörn
- 2008 – Fordlandia
- 2016 – Orphee

## Filmmusik (i urval)
- 2013 – Prisoners
- 2014 – The Theory of Everything
- 2015 – Sicario
- 2015 – Fångade (TV-serie)
- 2016 – Lovesong
- 2016 – Arrival
- 2016 – I blodet
- 2018 – The Mercy
- 2018 – Mandy
- 2018 – Maria Magdalena